# L-3 (U-Boot, 1933)

Leninez-Klasse

Die L-3 (russisch Л-3) war ein dieselelektrisches U-Boot der sowjetischen Marine aus den frühen 1930er Jahren. Das U-Boot, ursprünglich auf den Namen Frunzenets (Фрунзенец) getauft, gehörte dem ersten Baulos der Leninez-Klasse an und wurde als drittes Boot dieses Bauloses fertiggestellt. Das Boot wurde am 6. September 1929 auf der Baltischen Werft in Leningrad auf Kiel gelegt. Der Stapellauf erfolgte am 8. Juli 1931. Am 5. November 1933 wurde L-3 bei der Baltischen Flotte in Dienst gestellt. Das U-Boot kam im Zweiten Weltkrieg in der Ostsee zum Einsatz, überstand den Krieg und wurde 1953 außer Dienst gestellt. Die Verschrottung des Bootes erfolgte erst 1971, wobei der U-Boot-Turm als Denkmal erhalten blieb. 

## Geschichte
Ab Juli 1940 stand L-3 unter dem Kommando von Kapitän 3. Ranges Pjotr D. Grishchenko, er führte das U-Boot bis März 1943. Nach dem deutschen Angriff auf die Sowjetunion im Sommer 1941 operierte das U-Boot unter anderem gegen Brüsterort und Memel und betätigte sich als Minenlege-U-Boot. Durch die Minen vor Memel, die alle bereits Ende Juni 1941 gelegt worden waren, sanken vermutlich bis November 1941 vier Frachtschiffe – Kaija (lettisch, 1.876 BRT), Henny (deutsch, 764 BRT), Uno (schwedisch, 430 BRT) und Engerau (deutsch, 1.142 BRT).
Infolge des anfangs raschen Vorrückens deutscher Heerestruppen durch das Baltikum, was den Rückzug der sowjetischen Seestreitkräfte nach Leningrad beziehungsweise Kronstadt bedingte, und da die Baltische Flotte ab Herbst 1941 durch umfangreiche deutsche und finnische Minensperren im Finnischen Meerbusen beinahe völlig blockiert wurde, gelangen L-3 erst im Spätsommer 1942 und nach dem gefährlichen Durchbruch durch die Minenriegel erneute Unternehmungen in der Ostsee. Dabei versenkte das U-Boot am 18. August 1942 nahe Gotland aus einem Konvoi den schwedischen Frachter C. F. Liljevalch (5.492 BRT) durch Torpedoschuss. Weitere Erfolge konnten durch Minen erzielt werden, so sanken am 17. November 1942 der größere deutsche Transporter Hindenburg (7.880 BRT) vor Utö und der deutsche Frachter Edith Bosselmann (952 GRT) am 9. Dezember 1942 vor Memel nach Minentreffern. In beiden Fällen wird der Verlust L-3 zugeschrieben.
Im März 1943 kam mit Wladimir Konstantinowitsch Konowalow ein neuer Kommandant an Bord. Zwischen Frühjahr 1943 und Herbst 1944 lag L-3 blockiert in Leningrad und konnte zu keinen weiteren Unternehmungen auslaufen. Erst im September 1944, nachdem die Minensperren im Finnischen Meerbusen nach dem Ausscheiden Finnlands aus dem Bündnis mit dem Deutschen Reich ausgehebelt werden konnten (bedingt durch den Verlust des Landanschlusses), konnte das U-Boot erneut in der Ostsee operieren. Dabei legte L-3 am 11. Oktober 1944 nordöstlich von Kap Arkona (54° 53′ N, 13° 40′ O) eine Minensperre, auf der am 14. November 1944 das deutsche Segelschulschiff Albert Leo Schlageter schwer beschädigt wurde. Auf der gleichen Minensperre ging nur sechs Tage später, am 20. November 1944, das deutsche Torpedoboot T 34 verloren, wobei 62 Seeleute ums Leben kamen.
Die folgenschwerste Versenkung gelang L-3 am 16. April 1945, als es vor Rixhöft den deutschen Frachter Goya (5.230 BRT), der als Flüchtlingstransporter eingesetzt war, versenkte. Schätzungsweise kamen bei dem Angriff etwa 7.000 Menschen, vermutlich überwiegend Frauen, Kinder und ältere Männer, in der nur drei Grad kalten Ostsee zu Tode. Das U-Boot wartete auf die Goya und schoss zwei Torpedos auf das Flüchtlingsschiff.
Der Kommandant von L-3, Kapitän Wladimir Konstantinowitsch Konowalow, wurde für die Versenkung mit der Auszeichnung Held der Sowjetunion geehrt.
Am 17. August 1953 wurde L-3 außer Dienst gestellt, allerdings erst 1971 zur Verschrottung freigegeben. Der Turm des Bootes ist als Denkmal in Moskau ausgestellt.